# Serra do Buçaco
La Serra do Buçaco, anche conosciuta semplicemente come Buçaco o Bussaco, è una catena montuosa del Portogallo continentale, con un'altezza massima di 549 metri.

## Descrizione
Fa parte dei comuni di Mealhada e Penacova. La foresta che la ricopre fu piantata per volontà dei Carmelitani. Il Palácio Hotel do Buçaco che è possibile visitare nell'area ha sostituito il Convento de Santa Cruz do Buçaco, demolito nel 1834.
La foresta, che è un'area protetta, ospita specie vegetali provenienti dal mondo intero, alcune delle quali gigantesche, come il celebre cedro del Bussaco (cedro-do-buçaco, Cupressus lusitanica).
Qui fu combattuta la battaglia del Buçaco nel 1810, tra le forze anglo-lusitane comandate dal Duca di Wellington, da un lato, e quelle napoleoniche, guidate dal generale Andrea Massena, dall'altro.

## Galleria d'immagini

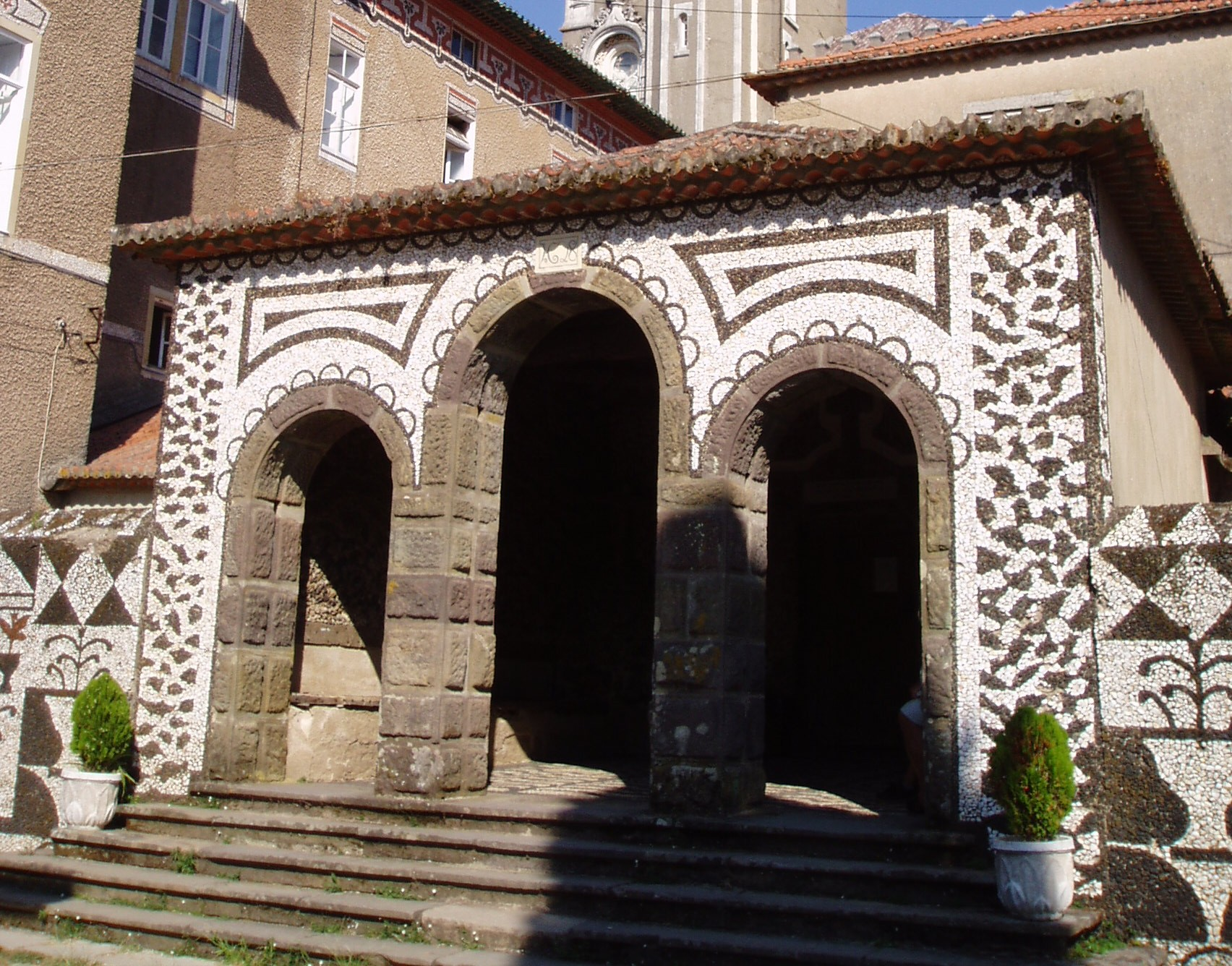
Convento de Santa Cruz
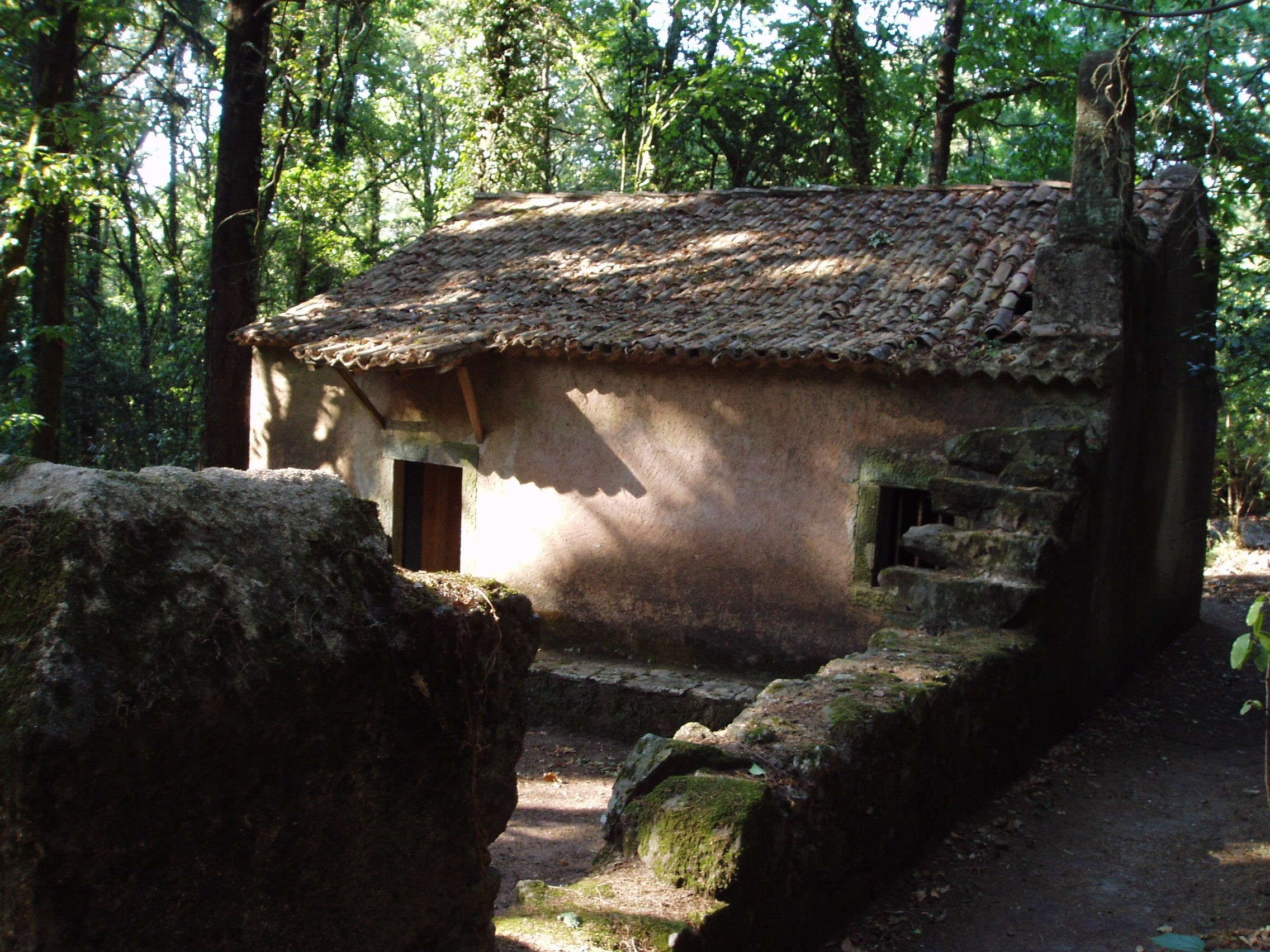
Ermida do Buçaco
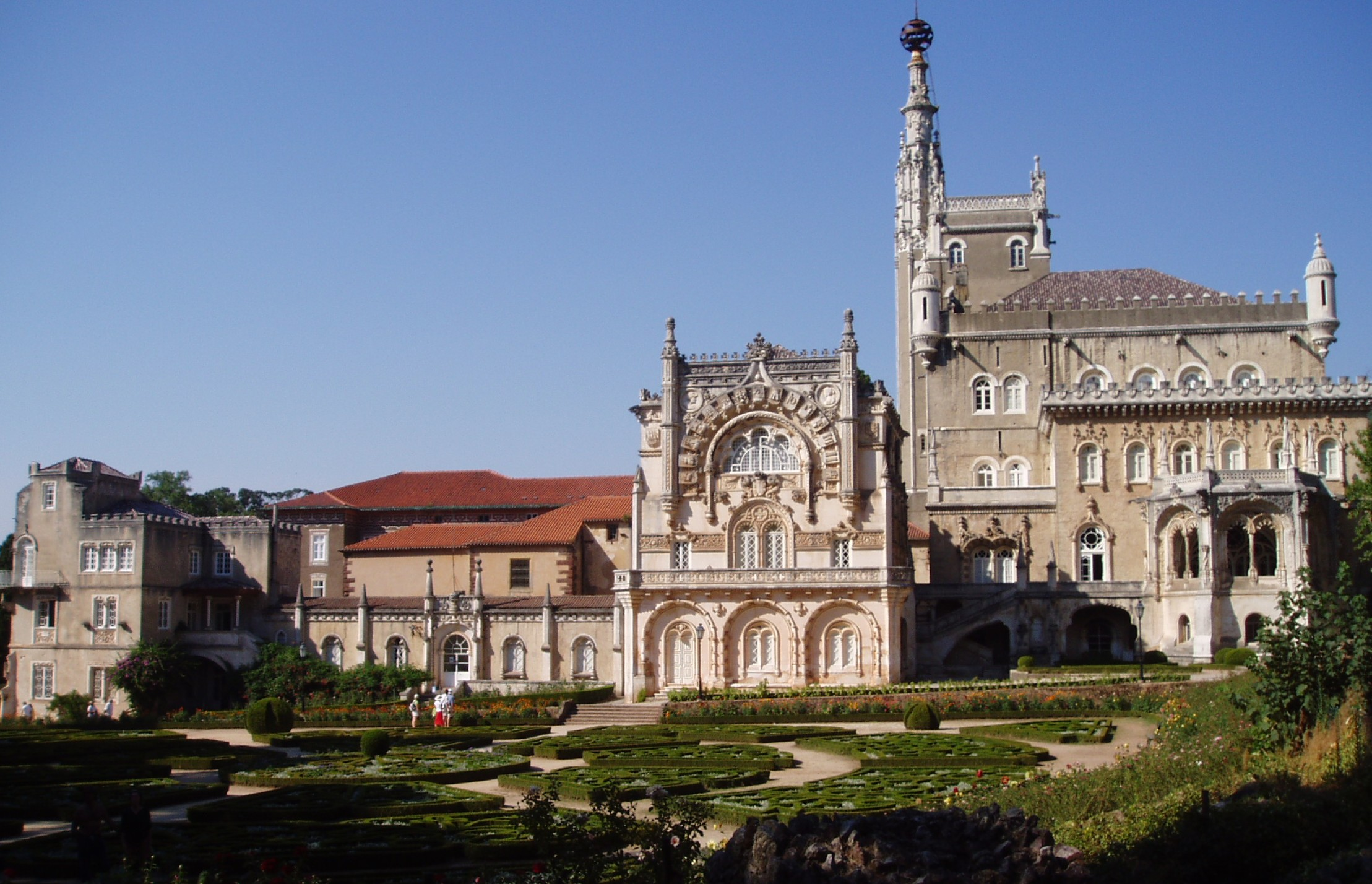
Palace Hotel do Buçaco
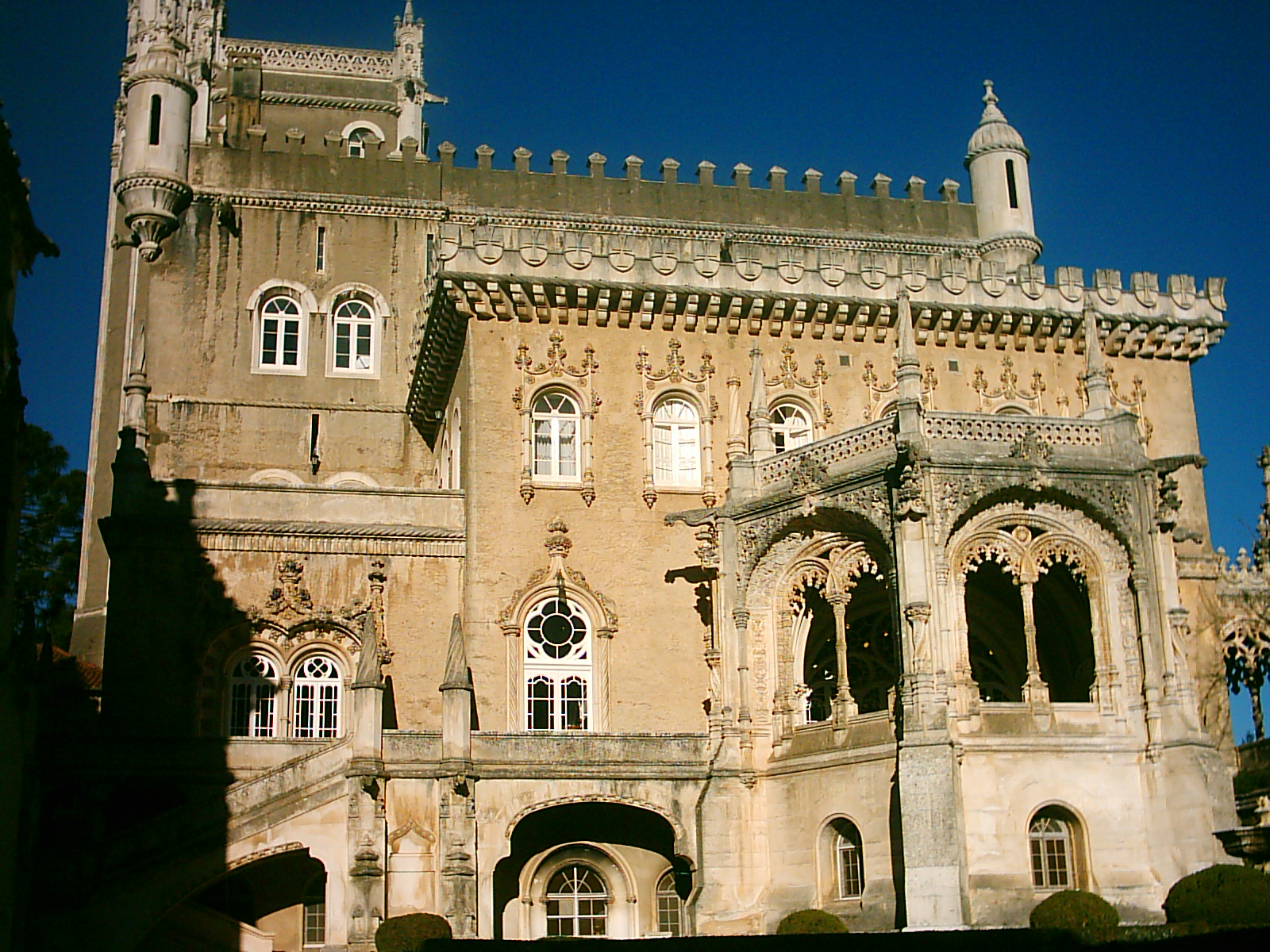
Palácio do Buçaco